# SN 1998cp
SN 1998cp – supernowa odkryta 21 czerwca 1998 roku w galaktyce M+09-21-11. W momencie odkrycia miała maksymalną jasność 18,00m.